# Фредерик Хауге

## Биография
Фре́дерик Хауге (родился 15 августа 1965) - норвежский эколог. Сооснователь и президент Международного объединения "Беллона". Офисы организации расположены в Норвегии, Германии, России и Бельгии. За годы деятельности "Беллоне" удалось стать важным актором в деле защиты окружающей среды в Норвегии.
Отец шестерых детей.

## Ранние годы
Учась ещё в школе Хауге стал активно участвовать в жизни экологической организации Natur og Ungdom (пер. «Природа и молодёжь»). Это привело к решению покинуть учебное заведение и посвятить себя защите окружающей среды.
В 1970-х годах в северной Норвегии началась борьба против строительства электростанции на сёмужной реке Альта. Фредерик Хауге был вдохновлен этими протестами.
Будущий эколог отправился в Осло, где находилось большинство экологических активистов. Он захватил из дома старый спальный мешок и ночевал в пустых домах, предназначенных для сноса.
В 1985 году он попал в заголовки СМИ в качестве лидера маленькой группы активистов-экологов, подходивших к акциям с умом. Молодые экологи использовали креативные формы донесения информации до общества.
Им удалось рассказать о том, как ряд норвежских компаний захоронили токсичные отходы на территории страны. «Природа и молодёжь» провели кампанию против выбросов компании AS Titania в Йоссинг-фьорде в Ругаланне, а Хауге участвовал в акциях против нефтехимических заводов Norsk Hydro в Бамбле в Телемарке; оба эти действия привели к штрафам после судебных исков против акционеров.
Через семь недель после аварии на Чернобыльской АЭС в июне 1986 года Хауге и Руне Хааланд основали Экологический фонд «Беллона» с уставным капиталом в 5000 норвежских крон с целью «работы над улучшением экологического просвещения и защиты природы, окружающей среды и здоровья». Ранняя деятельность "Беллоны" была задокументирована в книге писателя Ингвара Амбьёрнсена в 1988 году.
Активисты "Беллоны" оккупировали офис министра экологии Сиссель Рёнсбек, раскрывали незаконные свалки токсичных отходов таких промышленных гигантов как «Норск Гидро» и «Боррегорд». Другой министр экологии Торбьёрн Бернтсен обзывал Фредерика «экологическим яппи». Ведущая норвежская газета «Афтенпостен» называла его «преступником».
Хауге заявлял, что в начале деятельности "Беллоны" в Норвегии было очень сильное нефтяное и газовое лобби, что затрудняло развитие экологического движения. Организация не была популярна, а власти ей противодействовали.   
Уже в конце 1980-х годов Хауге начал беспокоиться о выбросах парниковых газов и искал решения этой проблемы.
В 1989 году «Беллона» вместе с норвежскими музыкантами из группы «a-ha» Мортеном Харкетом и Магне Фурухолменом импортирует в Норвегию первый электромобиль. Фредерик Хауге становится первым владельцем электромобиля в Норвегии. Он ездил по платным дорогам и не платил за это, пока государство не конфисковало его машину. Экологу пришлось выкупить средство передвижения и продолжить свои акции. Это продолжалось до того момента, пока государство не приняло решение освободить от выплат владельцев электромобилей.
Впоследствии в 2013 году Tesla Motors (ныне Telsa) выбрали Хауге для поставки в Европу самой первой модели Tesla Model S.

## 1990-е
С начала 1990-х годов «Беллона» продвигала проекты захвата углерода, Хауге считает это одной из надежд для спасения планеты, потому что по его мнению без этой технологии невозможно решить климатические проблемы.
В 1990-е "Беллона" начала работать в России, фокусируясь на большом количестве радиоактивных отходов, сосредоточенных на севере страны, беспокоивших норвежское правительство. В 1994 году организация выпустила первый «чёрный доклад» под названием «Источники радиоактивного загрязнения в Мурманской и Архангельской областях». На презентации 1 марта 1994 года в Мурманске присутствовал Хауге.
В 1995 году «Беллона» приняла решение подготовить новый доклад о ядерно-радиационной ситуации в Арктическом регионе. Публикация «Синего» доклада «Северный флот. Потенциальный риск радиоактивного загрязнения региона» привела к противодействию со стороны российских спецслужб. Представитель "Беллоны" в России, бывший подводник Александр Никитин был арестован ФСБ, ему были предъявлены обвинения в шпионаже. Экологу грозила смертная казнь. После нескольких лет судебных разбирательств Никитин был полностью оправдан Верховным судом, все обвинения были сняты, а дело - закрыто. Позже Хауге называл это самым сложным периодом в истории организации, она практически обанкротилась..
"Беллона" - единственная организация, которой удалось провести конференцию в России на атомном ледоколе.

## Поздние годы
Годы активности привели "Беллону" к понимаю необходимости работать в экспертном поле и сотрудничать с разными индустриями для того, чтобы добиться большего в деле охраны окружающей среды. Хауге участвовал в рабочих группах, формировавших политику Европейского союза в области климата и возобновляемых источников энергии, был избран вице-президентом Технологической платформы Европейской комиссии по снижению СО2 (ZEP) в 2007 году.
В 2009 году Фредерик Хауге стал членом совета Платформы по вопросам биотоплива Европейского Союза (EBTP), и одним из основателей проекта “Зелёная Сахара” (the Sahara Forest Project). В 2010 году он взял на себя ведущую роль по поиску возможных путей соединения технологии выращивания биомассы и технологии улавливания и хранения углерода (CCS) посредством создания международной группы JointTaskForce.
В 2011-м его пригласили стать одним из 12 персональных советников еврокомиссара по вопросам энергетики Гюнтера Оттингера для обсуждения дорожной карты развития энергетики ЕС до 2050 года.
В 2012 году Фредерик Хауге основал компанию “Океанический лес” (Ocean Forest).

## Награды и признание
Фредерик Хауге и "Беллона" получили множество наград за свою экологическую деятельность.
В 1988 году Хауге получил награду Карла Эванга за его усилия по охране окружающей среды.
В 1997 году международный журнал Reader's Digest назвал Хауге «Европейцем года». Причиной награды стала его неустанная борьба с экологическими проблемами, затронувшими большую часть Европы.
В 2000 году «Беллона» получила Премию Пер Гюнт и Премию Северного Совета по окружающей среде.
В октябре 2007 года Хауге попал в список журнала "Time" в качестве одного из "героев-защитников окружающей среды".